# William J. Harmless
William J. Harmless SJ (* 30. Juli 1953 in Kansas City; † 14. Oktober 2014) war ein US-amerikanischer Theologe.

## Leben
Er besuchte die St. Peter’s Grade School und die Rockhurst High School in Kansas City sowie die Rice University. Er studierte Philosophie an der Loyola University New Orleans. Er schloss sein Theologiestudium an der Weston Jesuit School of Theology ab, wurde am 13. Juni 1987 zum Priester geweiht, legte in Los Gatos, Kalifornien, das Terziat ab und legte am 21. März 2003 die ewigen Gelübde ab. Von 1990 bis 2003 lehrte er Theologie am Spring Hill College in Mobile. Seit 2003 lehrte er als Professor für Historische Theologie und Patristische Studien an der Creighton University.

## Schriften (Auswahl)
- Desert Christians. An introduction to the literature of early monasticism. Oxford 2004, ISBN 0-19-516222-6.
- Augustine and the Catechumenate. Collegeville 2014, ISBN 978-0-8146-6314-1.